# 博罗讷
博罗讷（法語：Beauronne，法語發音：[boʁɔn]）是法国多尔多涅省的一个市镇，属于佩里格区。

## 地理
博罗讷（45°5'42"N, 0°22'55"E）面积19.24 平方千米，位于法国新阿基坦大区多爾多涅省，该省份为法国西南部内陆省份，是法國本土面积第三大的省，大致对应佩里戈尔地区，北起顺时针与夏朗德省、上维埃纳省、科雷兹省、洛特省、洛特-加龙省、吉倫特省和滨海夏朗德省接壤。
与博罗讷接壤的市镇（或旧市镇、城区）包括：圣樊尚德科讷扎克、圣弗龙德普拉杜、杜济亚克、圣让达托、圣路易昂利勒、圣艾蒂安-德皮科尔比耶、圣安德烈德杜布勒。

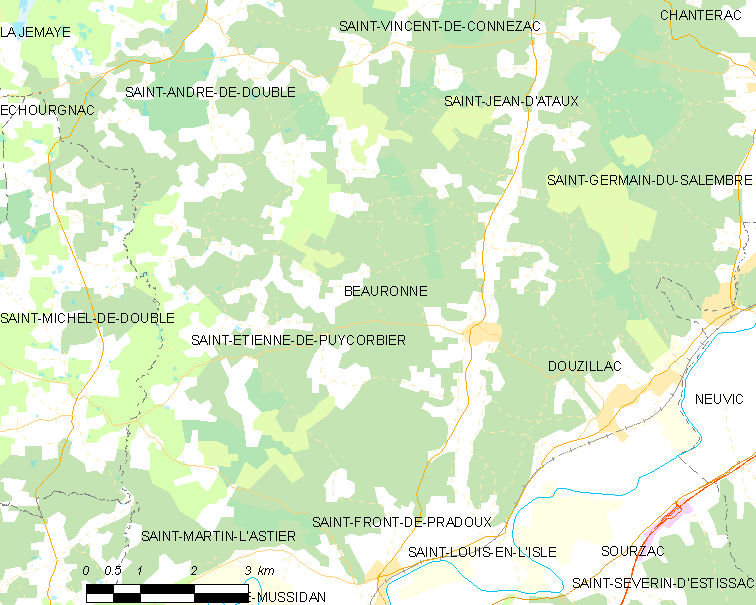
博罗讷的OSM定位图

博罗讷的时区为UTC+01:00、UTC+02:00（夏令时）。

## 行政
博罗讷的邮政编码为24400，INSEE市镇编码为24032。

## 政治
博罗讷所属的省级选区为伊勒河谷县。

## 人口

1962-2008年间博罗讷人口变化图示

博罗讷于2022年1月1日时的人口数量为372人。